# パラッツォ・ピニャーノ
パラッツォ・ピニャーノ（伊: Palazzo Pignano）は、イタリア共和国ロンバルディア州クレモナ県にある、人口約3,800人の基礎自治体（コムーネ）。

## 地理

### 位置・広がり

#### 隣接コムーネ
隣接するコムーネは以下の通り。
- アニャデッロ
- バニョーロ・クレマスコ
- モンテ・クレマスコ
- パンディーノ
- トルリーノ・ヴィメルカーティ
- トレスコーレ・クレマスコ
- ヴァイアーノ・クレマスコ

### 気候分類・地震分類
気候分類では、zona E, 2557 GGに分類される。
また、イタリアの地震リスク階級 (it) では、zona 3 (sismicità bassa) に分類される。

## 行政

### 分離集落
パラッツォ・ピニャーノには、以下の分離集落（フラツィオーネ）がある。
- Cascine Capri, Cascine Gandini, Scannabue